# Bidar Kadın
Bidar Kadın (turco ottomano: بیدار قادین, lett. "sveglia" o "attenta"; Kobuleti, 5 maggio 1855 – Istanbul, 13 gennaio 1918) è stata una principessa circassa kabardiana e una consorte del sultano ottomano Abdülhamid II.

## Origini
Bidar Kadın, il cui vero nome è ignoto, nacque il 5 gennaio 1855 a Kobuleti. Suo padre era il principe circasso kabardiano Ibrahim Talustan Bey, e sua madre la principessa georgiana Şahika İffet Lortkipanidze, imparentata anche col principe Hüseyn Bey İnal-lpa. Aveva due fratelli, Çerkeş Hüseyin Paşa e Çerkes Mehmed Ziya Pasha, che servivano alla corte ottomana di Istanbul, dove la sorella li raggiunse intorno al 1870. A corte venne ribattezzata Bidar.
Bidar era considerata la più bella e affascinante fra donne alla corte di Abdülhamid II, sia consorti che principesse. Era alta e snella, con lunghi capelli castano scuro e intensi occhi verdi. Aveva una personalità regale, attenta e audace.

## Consorte imperiale
Bidar sposò l'allora Şehzade Abdülhamid (Abdülhamid II) il 2 settembre 1875 a Istanbul, a Palazzo Dolmabahçe, dopo che il futuro sultano ottomano era rimasto colpito dalla sua bellezza e personalità.
Rimase incinta poco dopo, e partorì una figlia, Fatma Naime Sultan, il 5 settembre 1876, appena pochi giorni dopo la salita al trono di Abdülhamid II, che aveva deposto il suo fratellastro Murad V per prenderne il posto. Per questo motivo Naime Sultan fu sempre fra le figlie predilette di Abdülhamid II, che la soprannominò la sua "figlia dell'ascesa".
Bidar visse a corte prima a Palazzo Dolmabahçe e poi nel nuovo Palazzo Yıldız dal 1877, dove nacque il suo secondo figlio, un maschio.
Con la salita al trono di Abdülhamid II, Bidar fu elevata a Quarta Consorte Imperiale, col titolo di Bidar Kadın. Nel 1879 divenne Terza Consorte dopo il divorzio fra Abdülhamid e Nurefsun Kadın, e nel 1895 venne promossa a Seconda Consorte, dopo la morte di Nazikeda Kadın.
La bellezza di Bidar era tale che se ne parlò anche in Europa. Il 30 settembre 1889 Bidar partecipò al ricevimento in onore dell'imperatrice Augusta Vittoria di Schleswig-Holstein-Sonderburg-Augustenburg, in visita a Istanbul col marito Guglielmo II. In quell'occasione una delle dame dell'imperatrice, la contessa Mathilde von Keller, scrisse nelle sue memorie che "la sultana aveva un viso bellissimo, ma quel giorno sembrava estremamente infelice. Non posso dimenticare la sua espressione".
Nell'ottobre 1898 incontrò nuovamente l'imperatrice, che, memore della sua bellezza, chiese specificatamente di lei e anche in quell'occasione si complimentò per la sua bellezza, il suo abito bianco e la sua espressione regale.
Nel 1909 Abdülhamid II fu deposto ed esiliato a Salonicco. Bidar fu fra le consorti che lo seguirono e, quando nel 1912 poterono rientrare a Istanbul, si stabilì in una villa a Fenerbahçe prima e nel Palazzo Erenköy poi, mentre Abdülhamid II fu confinato a Palazzo Beylerbeyi con solo alcune consorti ammesse, dove morì nel 1918.

## Morte
Bidar Kadın morì a Palazzo Erenköy il 13 gennaio 1918 a causa di un'informazione intestinale, dieci mesi dopo essere rimasta vedova. Venne sepolta nel mausoleo Şehzade Ahmed Kemaleddin nel cimitero Yahya Efendi a Istanbul.
Pochi mesi dopo, l'imperatrice Zita di Borbone-Parma, in visita a Istanbul, chiese al sultano Mehmed V di poter vedere la famosa Bidar, solo per sentirsi rispondere che la donna era morta proprio quell'anno.

## Discendenza
Da Abdülhamid II, Bidar Kadın ebbe un figlio e una figlia:
- Fatma Naime Sultan (5 settembre 1876 - 1945). Figlia favorita di Abdülhamid II perché nata pochi dopo la sua salita al trono. Sposata due volte, ebbe un figlio e una figlia.
- Şehzade Mehmed Abdülkadir (16 gennaio 1878 - 16 marzo 1944). Ebbe sette consorti, cinque figli e due figlie.

## Cultura popolare
- Nella serie TV storica turca del 2017 Payitaht: Abdülhamid, Bidar Kadın è interpretata dall'attrice turca Özlem Conker.